# Kanton Waregem
Kanton Waregem is een gerechtelijk kanton en een kieskanton in de Belgische provincie West-Vlaanderen waarbinnen een vredegerecht georganiseerd wordt dat bevoegd is voor de deelnemende gemeenten. 

## Gerechtelijk kanton Waregem
Waregem is een gerechtelijk kanton met zetel in Waregem dat een vredegerecht inricht en gelegen is in het gerechtelijk arrondissement West-Vlaanderen.
Dit gerechtelijk kanton is bevoegd voor de gemeenten Harelbeke, Oostrozebeke, Waregem en Wielsbeke. 
De vrederechter is bevoegd bij gezinsconflicten, onderhoudsgeschillen, voogdij, voorlopige bewindvoering, mede-eigendommen, appartementseigendom, burenhinder ...
| Gebied           | Europese Unie    | België           | België           | België           | België           | Gent           | West-Vlaanderen | West-Vlaanderen             | West-Vlaanderen             | Waregem                         |                                 |                                 |                                 |
| Sociaal recht    | Hof van Justitie | Hof van Cassatie | Hof van Cassatie | Hof van Cassatie | Hof van Cassatie | Arbeidshof     | Arbeidshof      | Arbeidsrechtbank            | Arbeidsrechtbank            | Arbeidsrechtbank                | Arbeidsrechtbank                | Arbeidsrechtbank                |                                 |
| Handelsrecht     | Hof van Justitie | Hof van Cassatie | Hof van Cassatie | Hof van Cassatie | Hof van Cassatie | Hof van Beroep | Hof van Beroep  | Rechtbank van Koophandel    | Rechtbank van Koophandel    | Vredegerecht                    | Vredegerecht                    | Vredegerecht                    |                                 |
| Burgerlijk recht | Hof van Justitie | Hof van Cassatie | Hof van Cassatie | Hof van Cassatie | Hof van Cassatie | Hof van Beroep | Hof van Beroep  | Rechtbank van eerste aanleg | Rechtbank van eerste aanleg | Vredegerecht / Politierechtbank | Vredegerecht / Politierechtbank | Vredegerecht / Politierechtbank | Vredegerecht / Politierechtbank |
| Strafrecht       | Hof van Justitie | Hof van Cassatie | Hof van Cassatie | Hof van Cassatie | Hof van Cassatie | Hof van Beroep | Assisenhof      | Rechtbank van eerste aanleg | Rechtbank van eerste aanleg | Vredegerecht / Politierechtbank | Vredegerecht / Politierechtbank | Vredegerecht / Politierechtbank | Vredegerecht / Politierechtbank |

## Kieskanton Waregem
Sinds 2023 is Waregem de hoofdplaats van een kieskanton. Het omvat de steden Harelbeke en Waregem en de gemeente Deerlijk. Daarvoor was Harelbeke de hoofdplaats van dit kanton, het is dus de opvolger van het kanton Harelbeke. 